# Żylinki
Żylinki (lit. Žilinai) − wieś na Litwie, zamieszkana przez 459 ludzi, w rejonie orańskim, 27 km na północ od Oran.